# Somogyi család (medgyesi)
A medgyesi nemes és gróf Somogyi család egy 17. században nemesített magyar család, mely a 19. században kihalt.

## Története
Somogyi Pál és György testvérek nevével találkozhatunk először a családból, amikor 1628. szeptember 8-án II. Ferdinándtól nemesi címerlevelet kaptak. Az 1754-55-ös nemesi összeíráskor Győr vármegyében Miklós, míg Veszprém vármegyében Ferenc és Miklós igazolták nemességüket. 1816. július 17-én néhai Somogyi János és felesége, Győry Krisztina grófnő gyermekei, József, János, Mária és Amália grófi rangot kaptak I. Ferenctől. A család 1881-ben kihalt.